# Coluzea mariae
Coluzea mariae är en snäckart som beskrevs av Powell 1952. Coluzea mariae ingår i släktet Coluzea och familjen Turbinellidae. Inga underarter finns listade i Catalogue of Life.